# Aubiet
Aubiet är en kommun i departementet Gers i regionen Occitanien i sydvästra Frankrike. Kommunen ligger i kantonen Gimont som tillhör arrondissementet Auch. År 2022 hade Aubiet 1 127 invånare.

## Befolkningsutveckling
Antalet invånare i kommunen Aubiet
Referens:INSEE